# 2021 în artă
← 2018 în artă — 2019 în artă — 2020 în artă ——  2021 în artă  —— 2022 în artă — 2023 în artă — 2024 în artă →
2021 în artă implică o serie de evenimente:

## Evenimente

### Evenimente artistice oriunde
- 28 ianuarie – Tabloul lui Sandro Botticelli cunoscut ca «Portretul unui tânăr cu un rondel Trecento» se vinde la Sotheby's din New York City, ca parte a colecției lui Sheldon Solow pentru suma de 92,2 milioane USD (80 milioane USD preț de plecare), aproximativ de nouă ori recordul anterior pentru orice lucrare a acestui pictor.[1]

- Martie – La New York City, Galeria Metro Pictures, cunoscută pentru lista sa de artiști din Generația Pictures, precum sunt Cindy Sherman, Robert Longo și Richard Prince, anunță că se va închide în decembrie.[2]
  - 11 martie - O lucrare de artă digitală din categoria Non-fungible token (NFT), intitulată Fiecare zi: Primele 5000 de zile de artistul plastic Beeple, se vinde la Christie's pentru suma record de $69.35 milioane de dolari, după ce licitația începuse cu o estimare de $100.[3]

## Premii
- Premiul Wynne - Wynne Prize — Nyapanyapa Yunupingu[4]

## Decese
- 1 ianuarie –
- 31 decembrie –

## Galerie (lucrări din 2021)
- Lucrări reprezentative